# Mariano Argiro
Mariano Argiro (en griego: Μαριανός Ἀργυρός, fl.  944 - 16 de agosto de 963), fue un aristócrata y strategos bizantino. Siendo monje, en 944 apoyó la ascensión de Constantino VII al poder absoluto, lo que le permitió dejar el monasterio e ingresar al servicio imperial. Ocupó diversos cargos militares de alto rango y combatió en el sur de Italia contra rebeldes locales y los fatimíes, así como en los Balcanes contra los magiares. En 963, opuso resistencia a la ascensión al trono imperial del general Nicéforo Focas, tomó el control de Constantinopla y arrestó a Bardas Focas el Viejo, padre de Nicéforo. Durante los enfrentamientos subsiguientes, recibió una herida en la cabeza que le causó la muerte al día siguiente, el 16 de agosto.

## Biografía

### Origen de los Argiro y golpe de estado de 944

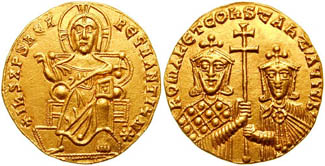
Sólido de oro de Romano I con Constantino VII

Mariano Argiro, era el primogénito del general León Argiro, activo en las primeras décadas del siglo x. Su hermano, Romano Argiro, se casó en 921 con Ágata, hija del emperador Romano I (r.  920-944), lo cual consolidó a la familia Argiro como firmes aliados del régimen de Lecapeno. En 919, Romano I asumió el poder como regente, por encima del joven Constantino VII Porfirogénito (r. 913-959), y reforzó su posición al casar a su hija Elena Lecapena con Constantino. En diciembre de 920, se proclamó emperador principal y, posiblemente con el objeto de suplantar a la dinastía macedónica gobernante con su propia familia, elevó a su hijo mayor, Cristóbal, a coemperador en 921, así como a sus hijos menores, Esteban y Constantino, en 924. Tras la muerte de Cristóbal en 931, Esteban y Constantino ganaron mayor relevancia, aunque seguían subordinados formalmente a Constantino VII en el colegio de emperadores. En 943, Romano I redactó un testamento que nombraba a Constantino VII como emperador principal tras su muerte. Esto molestó profundamente a sus dos hijos, quienes comenzaron a planear tomar el poder mediante un golpe de Estado, con Esteban como cabecilla y Constantino como copartícipe, aunque con cierta renuencia.
En diciembre de 944, Mariano aparece mencionado por primera vez como monje y confidente de Esteban Lecapeno. De acuerdo con el historiador del siglo xi, Juan Skylitzes, Romano I lo había distinguido previamente por su lealtad, sin embargo, el monje decidió unirse a conspiradores como Basileo Peteinos y Manuel Curtices, en el golpe de estado del 20 de diciembre, que concluyó con el derrocamiento del emperador regente y su exilio a un monasterio en la isla de Prote (actual Kınalıada). Semanas después, Constantino VII con el respaldo popular, consiguió relegar del poder a los hermanos Lecapeno, quienes junto a su padre, sufrieron el exilio. Mariano, tras cambiar de bando a tiempo, participó en el arresto de los Lecapeno. Como recompensa, Constantino VII, ahora emperador único, lo liberó de sus votos monásticos, lo nombró patricio y le otorgó el cargo de conde del Establo. Su abandono del hábito monástico le valió el apodo de «Apambas» o «Apabbas» (en griego: Ἄπαμβας / Ἀπαββᾶς), cuya etimología no está clara.

### Comando en el sur de Italia

Mapa de Italia del sur bizantina al final del siglo X

En 955, Mariano reapareció y lideró las tropas de los temas de Macedonia y Tracia en una expedición al sur de Italia. En esa región, había estallado una rebelión en los temas bizantinos de Langobardia y Calabria, involucrando también a la ciudad-estado vasalla de Nápoles. Las fuerzas expedicionarias bizantinas sitiaron Nápoles hasta lograr su rendición. Mariano asumió el control de las provincias bizantinas del sur de Italia y, en 956, aparece documentado como strategos (gobernador) de Calabria y Langobardia en una carta de privilegio concedida al monasterio de Montecasino. Casi al mismo tiempo, tras la incursión fatimí en Almería, estalló un conflicto entre los fatimíes y el califato omeya de Córdoba. Fuentes fatimíes indican que los omeyas propusieron una acción conjunta con Bizancio, pero el flamante strategos priorizó sofocar la rebelión local en lugar de entablar una guerra con los fatimíes. Enviados bizantinos se reunieron con el califa fatimí Al-Mu'izz (r. 953-975) y ofrecieron renovar y extender la tregua vigente. Sin embargo, Al-Muizz, decidido a exponer la colaboración omeya con Bizancio y a emular los éxitos de su padre, rechazó tal propuesta.
El califa fatimí envió nuevas fuerzas a Sicilia al mando de Ammar ibn Ali al-Kalbi y su hermano Al-Hasan ibn Ali al-Kalbi. En la primavera o verano de 956, la flota fatimí derrotó a la armada bizantina en dos batallas en el estrecho de Mesina y lanzó incursiones en la costa calabresa. En respuesta, Argiro viajó personalmente a la corte fatimí y negoció una tregua, ofreciendo reanudar el pago de tributos y liberar anualmente a los prisioneros de guerra capturados en Oriente. Al-Mu'izz aceptó los términos, pero la guerra se reanudó poco después, cuando el almirante bizantino Basilio destruyó una mezquita fatimí en Regio y atacó Termini. En 957, Mariano emprendió una segunda embajada a la corte fatimí, pasó primero por Sicilia y entregó el tributo acordado al gobernador local, Ahmad ibn al-Hasan al-Kalbi. Durante la audiencia con Al-Mu'izz, presentó una carta de Constantino VII que ratificaba los términos previos, pero esta vez el califa los rechazó. Ante el fracaso de las negociaciones, Constantino VII lanzó una expedición masiva a Italia, liderada por los almirantes Crambeas y Moroleón por mar, mientras Argiro comandaba las fuerzas terrestres. Aunque los fatimíes, dirigidos por los hermanos kalbíes, Al-Hasan y Ammar, derrotaron inicialmente al comandante bizantino, la llegada de refuerzos imperiales obligó a la flota fatimí a retirarse de Calabria, sufriendo un naufragio en su retorno a Sicilia. Tras estos eventos, Mariano desaparece de los registros en Italia, aunque pudo haber liderado una tercera embajada a Al-Mu'izz en septiembre de 958, que resultó en una tregua de cinco años entre ambas potencias.

### Comando en los Balcanes y muerte

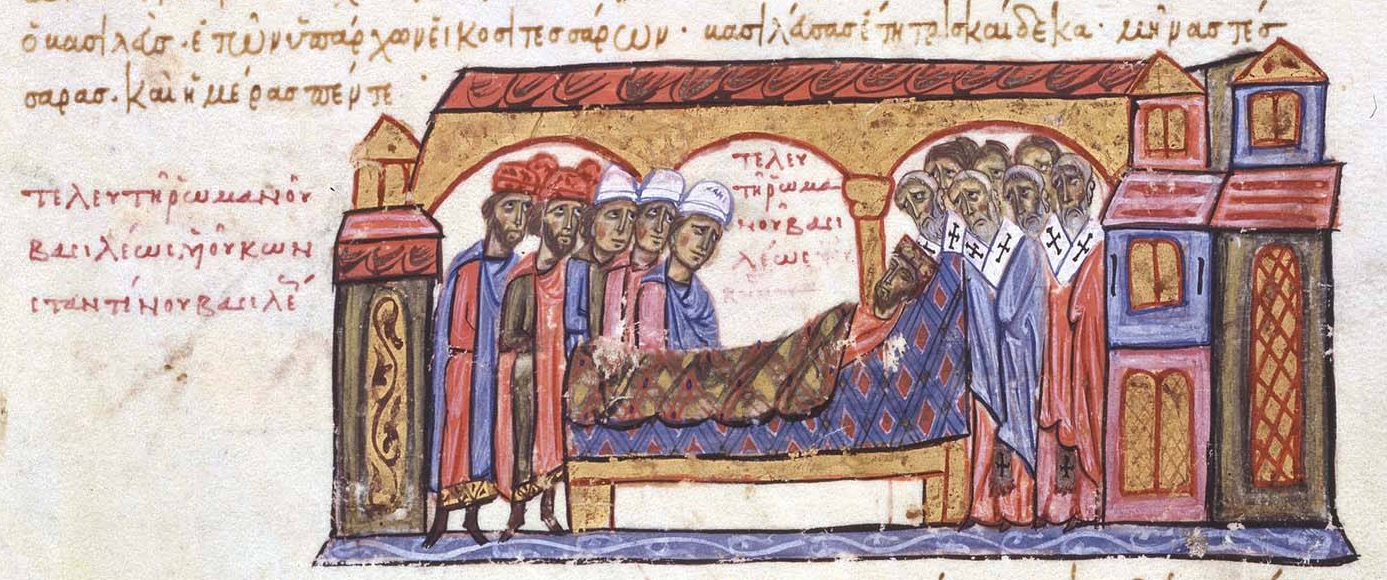
Muerte de Romano II según una ilustración del Skylitzes Matritensis

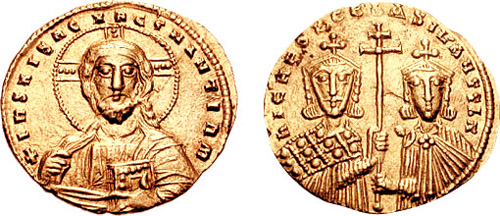
Histamenon de oro de Nicéforo Focas y Basilio II

Entre c. 959 y 961, Argiro repelió una incursión magiar en Tracia y capturó a numerosos prisioneros. Según Teófanes Continuatus, en esta campaña ostentó el título de «monostrategos del tema de Macedonia y catapán de Occidente», un cargo equivalente al de doméstico de las escolas de Occidente, con autoridad sobre todas las tropas europeas. No está claro si este era un nombramiento permanente o de un puesto ad hoc, limitado a la dirección del tema de Macedonia y destacamentos de otros temas europeos. Esto último parece más probable, puesto que León Focas el Joven, quien ocupaba el puesto de doméstico de Occidente, estaba entonces combatiendo contra los árabes en el este.
El 15 de marzo de 963, el emperador Romano II (r. 959-963) murió repentinamente y dejó a sus jóvenes hijos, Basilio II y Constantino VIII, como emperadores. El general Nicéforo Focas, hermano de León, buscó apoderarse del trono, pero enfrentó la oposición del parakoimomenos José Bringas, guardián de los jóvenes emperadores. Para contrarrestarlo, Bringas ofreció a Mariano un alto mando en el este e incluso la posibilidad de ocupar el trono a cambio de su apoyo. Argiro propuso inicialmente negociar con Juan Tzimisces, sobrino y lugarteniente de Nicéforo, strategos del tema de Anatolia. Sin embargo, Tzimisces rechazó la oferta y presentó la propuesta directamente a su tío, quien reunió a sus ejércitos en Caesarea y asumió el título de emperador a principios del verano.
Mientras el ejército de Nicéforo Focas avanzó desde Asia Menor hacia Constantinopla, Mariano intentó dar un golpe de estado en la capital y lideró a soldados de los regimientos macedonios y prisioneros de guerra armados. La población se opuso a esta acción desencadenando violentos enfrentamientos en las calles. El descontento popular recrudeció el 15 de agosto, cuando Argiro intentó expulsar por la fuerza a Bardas Focas, el anciano padre de Nicéforo, de su refugio en Santa Sofía. Según las fuentes, durante el tumulto, una mujer arrojó una bandeja desde un tejado cercano, golpeando a Mariano en la cabeza. Malherido por el fuerte golpe, falleció al día siguiente, el 16 de agosto. Los partidarios de Focas consolidaron rápidamente su control, lo cual obligó a José Bringas a buscar refugio en Santa Sofía. Ese mismo día, Nicéforo Focas se coronó emperador principal y asumió la tutela de Basilio II y Constantino VIII.